# أماندا ميني دوغلاس
أماندا ميني دوغلاس (بالإنجليزية: Amanda Minnie Douglas)‏ (14 يوليو 1831، نيويورك في الولايات المتحدة - 18 يوليو 1916، نيوآرك في الولايات المتحدة)؛ كاتِبة مُتخصِّصة في أدب الأطفال وروائية أمريكية.